# Nomotético
Nomotético literalmente significa "proposição da lei" (derivação grega) e é usada em filosofia (veja também nomotético e idiográfico), psicologia e direito com significados diferentes. Em psicologia, medições nomotéticas são contrastadas com aquelas ipsativas ou idiotéticas, na qual as nomotéticas são aquelas medições observadas numa amostra relativamente grande e possui um caráter mais geral; enquanto que a abordagem idiográfica está relacionada com casos mais singulares, tal qual num estudo de caso.

## Etimologia
Em relação às humanidades como um todo, "nomotético" pode ser usado no sentido de "capaz de estabelecer a lei", "ter a capacidade de postular sentido durador" em grego clássico: nomothetikos - νομοθετικός, de nomothetēs νομοθέτης "o que dá leis"). Da palavra νόμος "lei" e do radical θη- "postular, colocar, estabelecer", por exemplo: "a capacidade nomotética dos primeiros fabulistas" ou "a habilidade nomotética de Adão, dotado do poder de nomear as coisas.'

## Psicologia
Nas teorias psicológicas da personalidade, as seguintes poderiam ser categorizadas como teorias nomotéticas: os tipos psicológicos de Carl Jung, o modelo de três fatores de Hans Eysenck, os cinco grandes fatores de personalidade e a Classificação tipológica de Myers Briggs.

## Em outras áreas
Em sociologia, explicação nomotética apresenta uma compreensão generalizada de um dado caso e é contrastada com a explicação idiográfica, que apresenta uma descrição completa de determinado caso.
Na antropologia, nomotético refere-se ao uso de generalizações ao invés de propriedades específicas no contexto de um grupo enquanto entidade.
No direito, proposições nomotéticas são leis "de fato", no sentido estrito. Ou seja, uma nomo thesis (postulação legal) é um "fato da vida" invariável e não pode ser outra senão ela mesma. A ciência jurídica na modernidade tardia não é considerada, em geral, nomotética, apesar de alguns estudiosos na antiguidade, bem como na idade média, aparentemente acreditassem que a lei (ou pelo menos algumas leis) fossem nomotéticas (ver direito natural). O campo da "nomotética" pode também referir-se à ciência da criação de sistemas legais, como no caso da jurisprudência jurisprudência, e ao arranjo ordenado da sistematização de leis através de maneiras novas e construídas.

## A falácia nomotética
Um uso importante da palavra "nomotético" é no termo "falácia nomotética", qual seja, a crença de resolver efetivamente um problema ao nomeá-lo. Por exemplo, na psicologia aplicada um paciente pode aprender que sua tristeza é chamada "depressão" e é considerada um transtorno mental. Nomear o problema pode trazer um tal alívio (alívio de responsabilidade pessoal ou esperança de tratamento), que o paciente sente que sua depressão está curada. Este alívio pode melhorar a disposição do paciente temporariamente, contudo é improvável que cure os fatores sociais, situacionais ou internos os quais originalmente levaram à depressão. O problema foi nomeado e o cliente sente que estar ciente do problema irá resolver tudo, mas na realidade o problema permanece sem solução.